# Croce spagnola
La Croce spagnola (in tedesco Spanienkreuz) è stata una decorazione al valore e al merito concessa da Adolf Hitler ai combattenti tedeschi della guerra civile spagnola.

## Storia
Allo scoppio della guerra civile spagnola (luglio 1936), la Germania si trovava impegnata da quasi tre anni in una febbrile attività finalizzata a ricostruire le proprie forze armate, a dispetto delle pesanti limitazioni previste dal trattato di Versailles. La guerra parve a Hitler un'occasione propizia per sperimentare il proprio apparato bellico e per affermare il proprio ruolo di acerrimo nemico del comunismo, a fianco del regime fascista italiano. Inviati i primi aiuti ai falangisti di Franco ancora ad agosto del 1936, a novembre dello stesso anno le truppe tedesche vennero riorganizzate e denominate Legione Condor: fino alla fine dei combattimenti (marzo 1939), i tedeschi impegnarono in Spagna all'incirca 19.000 combattenti, la grande maggioranza dei quali appartenenti alla Luftwaffe. Ritornati in patria, i tedeschi parteciparono a varie sfilate d'onore.
Il 14 aprile 1939, Hitler istituì un riconoscimento con una doppia finalità: medaglia al valore per i combattenti che si fossero particolarmente distinti e distintivo di campagna per tutti i volontari. Hitler presentò la decorazione con queste parole: "Per dimostrare il mio apprezzamento e i miei ringraziamenti per il servizio dei volontari tedeschi per la distruzione del bolscevismo nella guerra di liberazione spagnola, io istituisco la Croce spagnola in tre classi". Nei mesi successivi, furono organizzate diverse cerimonie per la consegna della decorazione, in varie parti del Reich. Le regole per la sua concessione e il modo di indossarla vennero definite il 10 agosto 1939. Per essere decorati col grado combattente (con spade) era necessario:
- Essere volontario nella Legione Condor, oppure aver partecipato ad una delle seguenti azioni navali:
- L'attacco aereo del 29 maggio 1937 contro l'incrociatore pesante Deutschland nelle acque di Ibiza.
- Il bombardamento di rappresaglia di Almería del 31 maggio 1937.
- Gli attacchi contro il naviglio tedesco al largo di Palma di Majorca del maggio 1937

In aggiunta, potevano essere premiati con i gradi di combattimento i marinai che avessero un ruolo di servizio nelle acque spagnole di almeno tre mesi o per particolari atti di valore o di merito durante un combattimento.
Le decorazioni per non combattenti (senza spade) erano concesse a militari o civili che non fossero stati coinvolti in azioni di combattimento, ma che avessero prestato servizio per almeno tre mesi in Spagna o per la guerra di Spagna.
Si stabilì che le proposte di concessione della decorazione provenissero direttamente per via gerarchiche all'Oberkommando der Wehrmacht, e da quest'ultimo alla Cancelleria del Reich. I diplomi delle decorazioni vennero in parte firmati direttamente da Hitler.
La Croce spagnola venne infine concessa in sei gradi, a seconda del tipo di servizio reso in Spagna e dell'eventuale atto di valore compiuto dal militare, più un settimo grado alla memoria, da consegnare ai parenti. I gradi furono i seguenti:
| Nome in italiano                                                     | Nome in tedesco                                          | Numero decorati |
| -------------------------------------------------------------------- | -------------------------------------------------------- | --------------- |
| Croce spagnola per parenti dei combattenti tedeschi caduti in Spagna | Spanienkreuz für Hinterbliebene deutscher Spanienkämpfer | 315             |
| Croce spagnola in bronzo                                             | Spanienkreuz in Bronze                                   | 7869            |
| Croce spagnola in bronzo con spade                                   | Spanienkreuz in Bronze mit Schwertern                    | 8462            |
| Croce spagnola in argento                                            | Spanienkreuz in Silber                                   | 327             |
| Croce spagnola in argento con spade                                  | Spanienkreuz in Silber mit Schwertern                    | 8304            |
| Croce spagnola in oro con spade                                      | Spanienkreuz in Gold mit Schwertern                      | 1126            |
| Croce spagnola in oro con spade e diamanti                           | Spanienkreuz in Gold mit Schwertern und Brillanten       | 28              |
| TOTALE                                                               |                                                          | 26431           |

| Nastri           |                 |                           |                  |                            |                        |                                    |
| Croce ai parenti | Croce di bronzo | Croce di bronzo con spade | Croce in argento | Croce in argento con spade | Croce in oro con spade | Croce in oro con spade e brillanti |

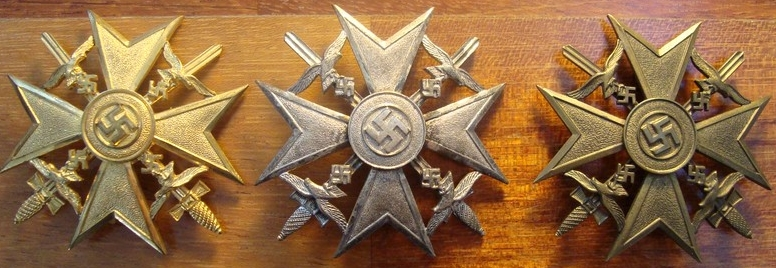
Tre gradi della Croce spagnola con spade: in oro, argento e bronzo
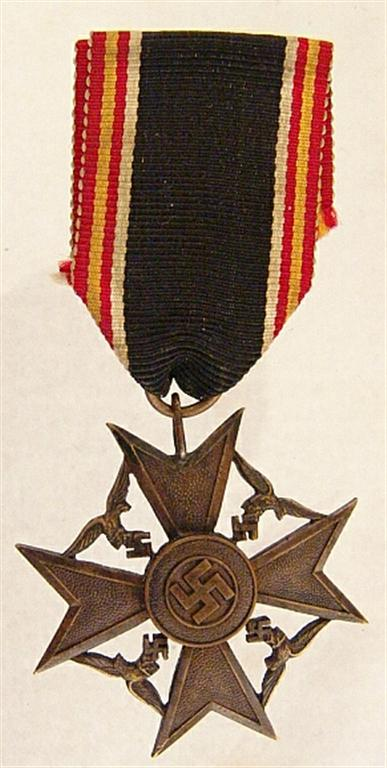
La Croce spagnola per parenti dei combattenti

Il grado con spade e diamanti fu riservato ai combattenti che avessero partecipato ad eccezionali atti di valore, che vennero tutti quanti premiati personalmente da Hitler.
Essi furono:
| Grado           | Nome        | Cognome                 |
| --------------- | ----------- | ----------------------- |
| Oberleutnant    | Wilhelm     | Balthasar               |
| Oberleutnant    | Otto        | Bertram                 |
| Leutnant        | Wilhelm     | Boddem                  |
| Oberleutnant    | Karl        | Eberhardt               |
| Oberleutnant    | Wilhelm     | Ensslen                 |
| Leutnant        | Paul        | Fehlhaber               |
| Oberleutnant    | Adolf       | Galland                 |
| Hauptmann       | Harro       | Harder                  |
| Major           | Martin      | Harlinghausen           |
| Leutnant        | Oskar       | Henrici                 |
| Oberleutnant    | Max         | Graf Hoyos              |
| Oberleutnant    | Hans-Detlef | von Kessel              |
| Hauptmann       | Günther     | Lützow                  |
| Oberstleutnant  | Karl        | Mehnert                 |
| Hauptmann       | Werner      | Mölders                 |
| Hauptmann       | Rudolf      | Freiherr von Moreau     |
| Hauptmann       | Wolfgang    | Neudörffer              |
| Oberleutnant    | Walter      | Oesau                   |
| Generalleutnant | Wolfram     | Freiherr von Richthofen |
| Leutnant        | Heinz       | Runze                   |
| Hauptmann       | Wolfgang    | Schnellmann             |
| Hauptmann       | Joachim     | Schlichting             |
| Oberleutnant    | Reinhard    | Seiler                  |
| General d. Fl.  | Hugo        | Sperrle                 |
| Oberleutnant    | Bernhard    | Stärcke                 |
| General d. Fl.  | Helmut      | Volkmann                |
| Major           | Karl-Heinz  | Wolff                   |

## Descrizione
La Croce spagnola fu fabbricata rispettivamente in bronzo per le croci in bronzo, argento per quelle in argento e oro con argento dorato per quelle in oro. Il materiale di pregio e la lavorazione assai accurata fanno essere queste decorazioni molto eleganti e robuste.
La base della decorazione è uguale per tutti i gradi: una croce maltese con al centro una svastica inscritta in un doppio cerchio concentrico. Quattro aquile della Luftwaffe col capo rivolto alla propria sinistra sono saldate fra i bracci della croce: negli artigli tengono a loro volta una svastica. Negli esemplari con Spade due spade s'incrociano in maniera sfalsata rispetto ai bracci della croce. Negli esemplari con Diamanti quattordici brillanti da mezzo carato sono incastonati fra i due cerchi concentrici che attorniano la svastica centrale. Le misure del manufatto sono di circa 60 mm di larghezza ed altezza, mentre le spade sporgono di circa 1 millimetro all'esterno. Al retro della decorazione, un robusto fermaglio permetteva di fermarla al petto: secondo il regolamento la Croce spagnola andava portata sulla parte destra della giacca. Le decorazioni erano contenute all'interno di un elegante astuccio di forma quadrata di colore verde o blu, con l'interno di velluto. Assieme alla Croce veniva consegnato anche un diploma.
La croce per i parenti dei combattenti caduti in Spagna era invece di minori dimensioni: fusa tutta in un pezzo, era inserita - grazie ad un anello superiore - ad un nastro nero con ad entrambi i lati i colori della bandiera spagnola. Anche questa decorazione veniva fornita all'interno di un astuccio - in questo caso rettangolare - e con un diploma.